# Jurij Tichonow
Jurij Tichonow, ros. Юрий Тихонов (ur. 3 lipca 1978 w Mińsku) – białoruski szachista, arcymistrz od 2006 roku.

## Kariera szachowa

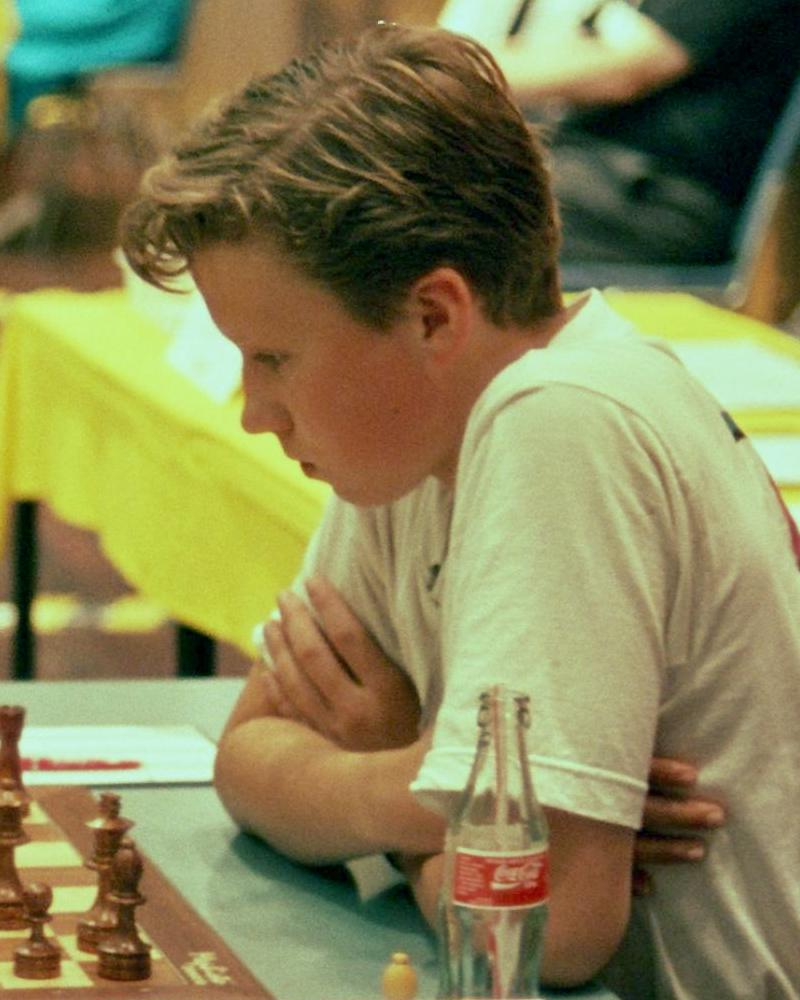
Jurij Tichonow, Duisburg 1992

W latach 1992–1997 pięciokrotnie reprezentował Białoruś w mistrzostwach świata juniorów w różnych kategoriach wiekowych. Największy sukces w tych rozgrywkach odniósł w 1992 r., zdobywając w Duisburgu tytuł mistrza świata do 14 lat. W 1996 r. podzielił I m. (wspólnie z m.in. Jewgienijem Glejzerowem i Siergiejem Wołkowem) w otwartym turnieju w Mińsku. W 2003 r. zwyciężył (wspólnie z Gabrielem Mateutą i Jean-Pierre’em Le Rouxem) w Saint-Lô, w 2004 r. powtórzył to osiągnięcie w Białymstoku (wspólnie z Piotrem Bobrasem) oraz podzielił III m. w Avoine (za Hugo Tirardem i Andrei Istrățescu, wspólnie z m.in. Eckhardem Schmittdielem), natomiast w 2005 r. zdobył tytuł indywidualnego mistrza Białorusi, zwyciężył w kołowym turnieju w Mińsku (w obu przypadkach wypełniając normy na tytuł arcymistrza) oraz podzielił III m. w Charkowie (za Wjaczesławem Zacharcowem i Walerijem Awieskułowem, wspólnie z Aleksandrem Kowczanem). W 2006 r. reprezentował narodowe barwy na rozegranej w Turynie szachowej olimpiadzie oraz zwyciężył w dwóch międzynarodowych turniejach, rozegranych we Lwowie i Przełazach. W 2007 r. odniósł kolejny sukces, dzieląc I m. (wspólnie z Jarosławem Zinczenko) w Permie. W 2008 r. zdobył brązowy medal indywidualnych mistrzostw Białorusi oraz podzielił I m. w Sankt Petersburgu (wspólnie z Jewgienijem Lewinem, Spartakiem Wysoczinem i Wadimem Szyszkinem).
Najwyższy ranking w dotychczasowej karierze osiągnął 1 lipca 2007 r., z wynikiem 2542 punktów zajmował wówczas 6. miejsce wśród białoruskich szachistów.